# Emmanuel Dazin
Emmanuel Dazin est un écrivain et traducteur français.

### Traductions
- Ripley's, L'Encyclopédie de l'incroyable. Faites exploser vos sens !, 2019
- L'Encyclopédie de l'incroyable. Libérez votre folie !, 2018
- Le Big Livre de l'incroyable. Believe it or not !, 2015
- Barney Hoskyns, San Francisco. 1965-1970, les années psychédéliques, 2013
- Peter Maass, Pétrole brut, enquête mondiale sur une richesse destructrice, éditions Autrement, 2010
- Peter Guralnick, Careless love, au royaume de Graceland, 1958-1977, Le Castor astral, 2008
- John Gilmore (en), On l'appelait le Dahlia noir, L'Archipel, 2006
- Mary Jane Clark, Vous ne devinerez jamais ! La Roque-sur-Pernes, 2002 (nombreuses rééditions)
- Patrick Carr, Cash, l'autobiographie, Le Castor astral, 2005 (réédité en 2013)
- Patricia Butler, La Tragique romance de Pamela et Jim Morrison, Le Castor astral, 2001

### Essais
- (avec Luc Lemaire, Pierre Mikaïloff et Serge Clerc) Minimum rock'n'roll, Binocles, œil de biche et verres fumés
- Pixies, Le Castor astral, 2005  (ISBN 2859206027)

### Éditions scientifiques
- Émile Zola, Le Ventre de Paris, éditions Autrement, 2005
- Honoré de Balzac, Le Père Goriot, éditions Autrement, 2005
- Pierre-François Lacenaire, Mémoires, éditions Autrement, 2005
- Leopold von Sacher-Masoch, Fouets et Fourrures, Le Castor astral, 1995
- L'Anthologie gourmande. À table avec Alexandre Dumas, Flaubert, Balzac..., Le Castor astral, 1995
- Pierre Louÿs, L'Homme de pourpre, Le Castor astral, 1995